# Бабанин, Олег Иванович
Олег Иванович Бабанин — советский футболист, полузащитник клуба «Крылья Советов», с которым выступал в высшей лиги.
Начинал выступать «Шахтёре» (Шахты).
В 1968 году перешёл в «Крылья Советов» (Куйбышев), но играл в основном за дубль.
С 1970 года игрок команды «Машук» (Пятигорск).
В 2002 году был тренером команды «Шахтёр» (Шахты).